# ديمير سبور
دمير سبور (بالتركية: Demir spor)‏ هو نادٍ رياضي تركي، ويبرز الفريق في لعبة كرة القدم بشكل أكبر. تأسس في 3 مارس 1984. يلعب حالياً في الدوري التركي لكرة القدم، ويخوض مبارياته الرسمية على ملعب ديسير ستاديوم والذي يتسع لجلوس 9000 متفرج.
للنادي نشاطات أخرى بجانب كرة القدم وهي كرة السلة.